# Anisodes liosceles
Anisodes liosceles là một loài bướm đêm trong họ Geometridae.